# Cosby Show
 (août 2010).
Si vous disposez d'ouvrages ou d'articles de référence ou si vous connaissez des sites web de qualité traitant du thème abordé ici, merci de compléter l'article en donnant les références utiles à sa vérifiabilité et en les liant à la section « Notes et références ».
Cosby Show ou Cosby au Québec (The Cosby Show) est une série télévisée américaine en 201 épisodes de 24 minutes, créée par Bill Cosby et diffusée entre le 20 septembre 1984 et le 30 avril 1992 sur le réseau NBC.
En Europe francophone, les premiers épisodes étaient diffusés sous le nom de Papa Bonheur, la diffusion a ensuite continué sous le titre original Cosby Show. En France, la série a été diffusée à partir du 15 avril 1988 sur M6 et deviendra une contre-programmation quotidienne face aux journaux de 20 h des autres chaines à compter du 16 mai 1988.
Rediffusée partiellement en 2006 sur France 3 et W9.
Au Québec, elle a été diffusée à partir du 8 septembre 1986 sur le réseau TVA, et en Suisse sur TSR1.

## Synopsis
Cette sitcom met en scène le quotidien des Huxtable, une famille afro-américaine aisée vivant à Brooklyn, New York. Le père, Heathcliff, un médecin gynécologue et son épouse Clair, avocate, vivent avec leurs enfants dans un foyer un peu agité mais heureux.

## Fiche technique
- Titre original : The Cosby Show
- Titre français : Cosby Show
- Titre québécois : Cosby
- Scénario : Bill Cosby (créateur)
- Musique : Stu Gardner, Bill Cosby
- Production : Marcy Carsey, Tom Werner, Earl Pomerantz
- Pays d'origine :  États-Unis
- Langue : Anglais
- Format : Couleurs - 35 mm - 1,33:1 - Son mono
- Genre : Sitcom
- Nombre d'épisodes : 201 (8 saisons)
- Durée : 24 minutes
- Dates de première diffusion :  États-Unis : du 20 septembre 1984 au 30 avril 1992 sur NBC ;  France : à partir du 15 avril 1988 sur M6

## Distribution
- Bill Cosby (VF : Jacques Thébault) : Dr Heathcliff « Cliff » Huxtable
- Phylicia Ayers-Allen[2] (VF : Maïk Darah) : Clair Olivia Hanks-Huxtable
- Sabrina Le Beauf (VF : Joëlle Fossier) : Sondra Huxtable-Tibideaux
- Geoffrey Owens (VF : Marc François puis Bertrand Arnaud) : Elvin Tibideaux
- Lisa Bonet (VF : Odile Schmitt) : Denise Huxtable-Kendall
- Joseph C. Phillips (en) (VF : Jean-Philippe Puymartin) : Martin Kendall
- Malcolm-Jamal Warner (VF : Fabrice Josso puis Jérôme Rebbot) : Theodore Aloysius « Theo » Huxtable
- Tempestt Bledsoe (VF : Séverine Morisot puis Joëlle Guigui) : Vanessa Huxtable
- Keshia Knight Pulliam (VF : Barbara Tissier) : Rudith Lillian « Rudy » Huxtable
- Raven-Symoné (VF : Amélie Morin) : Olivia Kendall
- Erika Alexander (VF : Natacha Muller) : Pam Tucker
- Earle Hyman (VF : Michel Gatineau) : Russell Huxtable
- Clarice Taylor (VF : Claude Chantal) : Anna Huxtable
- Deon Richmond : Kenneth « Kenny »
- Karen Malina White (en) (VF : Marie-Martine) Charmaine Brown
- Merlin Santana : Stanley (7 épisodes)
- Adam Sandler : Smitty (saison 4, épisodes 11-12-16-23)

 Source et légende : version française (VF) sur RS Doublage et Allodoublage

## Épisodes

### Première saison (1984-1985)
1. La Pagaille (Pilot)
2. L'Ablette (Mr. Fish alias Goodbye, Mr. Fish)
3. Le Cauchemar (Bad Dreams)
4. Le Fils indigne (Is That My Boy?)
5. Sacrée chemise (A Shirt Story)
6. Les Traditions (Breaking With Tradition)
7. Un bébé de plus (One More Time)
8. Une clarinette de trop (Play It Again, Vanessa)
9. Le Chien de garde (How Ugly Is He?)
10. Bonjour Sandra (Bon Jour Sondra)
11. L'Escapade (You're Not a Mother Night)
12. Pauvre Rudy (Rudy's Sick) (13)
13. Fête des pères (Father's Day)(12)
14. L'Indépendance (Independence Day)
15. Le Médecin de l'année (Physician of the Year)
16. Surprise partie (Jitterbug Break)
17. Théo et son joint (Theo and the Joint)
18. Le Génie de Vanessa (Vanessa's New Class)
19. Claire attaque (Clair's Case)
20. Le Bon Vieux Temps (Back to the Track, Jack)
21. Démon de midi (The Younger Woman)
22. Les Petits Monstres (Slumber Party)
23. Restons calmes (Mr. Quiet)
24. L'Anniversaire (Cliff's Birthday)

### Deuxième saison (1985-1986)
1. La Rentrée des classes (First Day of School)
2. Le Mixeur (The Juicer)
3. Les Noces d'or (Happy Anniversary)
4. Le Préféré de Cliff (Cliff in Love)
5. Théo amoureux (Theo and the Older Woman)
6. Carnaval (Halloween)
7. Le Triomphe de Rudy (Rudy Suits Up)
8. La Voiture de Denise (Denise Drives)
9. La Sœur de Claire (Clair's Sister)
10. L'Orteil de Claire (Clair's Toe)
11. L'Amie de Denise (Denise's Friend)
12. Le Prof bien-aimé (Mrs. Westlake)
13. Les Enchères (The Auction)
14. Dernier avertissement (Vanessa's Bad Grade)
15. Être ou ne pas être ('Theo and Cockroach)
16. Un bon dentiste (The Dentist)
17. Le Trombone de grand-père (Play It Again, Russell)
18. Invitation à la maison (A Touch of Wonder)
19. On affiche « COMPLET » (Full House)
20. Heureux ensemble (Close to Home)
21. Un monde nouveau (An Early Spring)
22. Les Bons Élèves (Theo's Holiday)
23. La Partie de cartes (The Card Game)
24. Une belle course (Off to the Races)
25. Une grande décision (Denise's Decision)

### Troisième saison (1986-1987)
1. Donne-leur la vie (Bring 'em Back Alive)
2. Une journée bien difficile (Food for Thought)
3. Noces d'or (Golden Anniversary)
4. S.O.S. cœur en détresse (Man Talk)
5. Rimmel et rouge à lèvres (Mother, May I?)
6. La Marche de Washington (The March)
7. Un pilote dans la famille (Theo's Flight)
8. Gosses de riches (Vanessa's Rich)
9. Études en péril (Denise Gets a D)
10. Difficile de satisfaire tout le monde (A Girl and Her Dog)
11. Souvenirs de guerre (War Stories)
12. Que de responsabilités ! (Cliff in Charge)
13. La Bête humaine (Monster Man Huxtable)
14. Pas de club pour le docteur (Rudy Spends the Night)
15. Adieu Betty Lou (Say Hello to a Good Buy)
16. S.O.S. docteur Huxtable (Denise Gets an Opinion)
17. Allô, docteur Huxtable (Calling Doctor Huxtable)
18. Docteur ou papa ? (You Only Hurt the One You Love)
19. Gai, marions-nous (The Shower)
20. Bon anniversaire, Cliff (Cliff's 50th Birthday)
21. Farces et attrapes (I Know That You Know)
22. La Grippe andalouse (Andalusian Flu)
23. Beau et chauve à la fois (Bald and Beautiful)
24. Hamburger, mon amour (Planning Parenthood)
25. L'Université (Hillman)

### Quatrième saison (1987-1988)
1. Vive la vie (Call of the Wild)
2. Le procès Théodore (Theogate)
3. Demi-saison, demi-portion (It's Not Easy Being Green)
4. Trous de mémoire (Cliff's Mistake)
5. Shakespeare (Shakespeare)
6. Scène de ménage (That's Not What I Said)
7. La pilule (Autumn Gifts)
8. Flashback [1/2] (Looking Back [1/2])
9. Flashback [2/2] (Looking Back [2/2])
10. Où est Rudy ? (Where's Rudy?)
11. Danse mania (Dance Mania)
12. Dans les vestiaires (The Locker Room)
13. Une triste soirée théâtrale (The Show Must Go On)
14. Sacrée soirée ! (Bookworm)
15. Violon ou cymbales (Twinkle, Twinkle Little Star)
16. La Visite (The Visit)
17. Tambour-major (The Drum Major)
18. Plomberie (Waterworks)
19. Il était une fois (Once Upon a Time)
20. Pétanque (Petanque)
21. Fais-moi confiance (Trust Me)
22. À la maison pour le week-end (Home for the Weekend)
23. Le Bal de fin d'année (The Prom)
24. Le Héros (Gone Fishin')

### Cinquième saison (1988-1989)
1. Le Retour au bercail (Together Again and Again)
2. Une faim de loup (The Physical)
3. Rudy, Rudy, toute la nuit (Rudy's All-Nighter)
4. Le Déménagement (Move It alias The Baby Game)
5. Ciao, la famille ! (Out of Brooklyn)
6. La Naissance [1/2] (The Birth [1/2])
7. La Naissance [2/2] (The Birth [2/2])
8. Cyrano de Huxtable (Cyranoise de Bergington)
9. Le Chemin de Broadway (How Do You Get to Carnegie Hall?)
10. Il faut souffrir pour être belle (If the Dress Fits, Wear It)
11. Le petit hamster est mort (Is There a Hamster in the House?)
12. La Faute (Truth or Consequences)
13. Baby-sitter (Cliff Babysits)
14. L'Adieu aux meubles (Mrs. Huxtable Goes to Kindergarten)
15. Week-end en enfer (The Lost Weekend)
16. Le B.A.-BA (No Way, Baby)
17. La Déclaration des droits de Rudy (Can I Say Something, Please?)
18. Dr Cosby marabout (The Dead End Kids Meet Dr Lotus)
19. Le Retour du marteau (The Boys of Winter)
20. Bienvenue au club ! (It Comes and It Goes)
21. Le Baiser de Jeanne d'Arc (Theo's Women)
22. Birthday Blues (Birthday Blues)
23. Une chambre sans vue (A Room With No View)
24. Je ne suis jamais seul (What He Did for Love)
25. Les Mères (Day of the Locusts)
26. Le Voyage en Égypte (57 Varieties)

### Sixième saison (1989-1990)
1. Petite maman (Denise: The Saga Continues)
2. Les Surfers (Surf's Up)
3. Un verre, ça va ! (I'm 'In' With the 'In' Crowd)
4. La Nouvelle Maison (Denise Kendall: Navy Wife)
5. Les Dyslexiques (Theo's Gift)
6. La Panne d'électricité (Denise Kendall: Babysitter)
7. Entrez dans la danse (Shall We Dance?)
8. Heureux événements (The Day the Spores Landed)
9. Dîner en famille (Cliff's Wet Adventure)
10. Belle-maman (Grampy and Nu-Nu Visit the Huxtables)
11. Ah, les filles… (Cliff la Dolce)
12. Le Mariage (Getting to Know You)
13. Cinémas (Elvin Pays for Dinner)
14. Les Monstres (Cliff's Nightmare)
15. Un bon conseil (Denise Kendall: Singles Counselor)
16. Bon anniversaire (The Birthday Party)
17. Chantez-moi le blues (Not Everybody Loves the Blues)
18. L'argent ne fait pas le bonheur (Rudy's Walk on the Wild Side)
19. Faites-en autant (Mr. Sandman)
20. Soyez romantique (Isn't It Romantic?)
21. Le linge sale se lave en famille (Theo's Dirty Laundry)
22. Les Vacances de Claire (What's It All About?)
23. En route pour Baltimore (Off to See the Wretched)
24. Soyez vous-même (The Moves)
25. Termine tes études (Live and Learn)
26. La Visite de la vieille tante (The Storyteller)

### Septième saison (1990-1991)
1. Enfin seuls ! (Same Time Next Year)
2. Le Disque de collection (Bird in the Hand)
3. Repas de famille (The Last Barbecue)
4. Mise au point (Period of Adjustment)
5. Règlements de compte (It's All in the Game)
6. Silence, on tourne (Getting the Story)
7. Premier amour [1/2] (Just Thinking About It [1/2])
8. Premier amour [2/2] (Just Thinking About It [2/2])
9. Une femme de plus (The Infantry Has Landed (and They've Fallen Off the Roof))
10. L'Appartement (You Can Go Home Again)
11. C'est un garçon (It's a Boy)
12. Le Droit de choisir (Clair's Liberation)
13. Le Match (It's Your Move)
14. L'Examen (Theo's Final Final)
15. Étudiez, les étudiants (Attack of the Killer B's)
16. C'est une fille (Total Control)
17. Le Tournoi (Adventures in Babysitting)
18. Tête-à-tête (27 and Still Cooking)
19. Régime végétarien (The Return of the Clairettes)
20. Bon anniversaire (No More Mr. Nice Guy)
21. Remèdes de bonne femme (Home Remedies)
22. Le Rêve de Rudy (Nightmare on Stigwood Avenue)
23. Le Roi du baseball (There's Still No Joy in Mudville)
24. Roméo et Juliette (Cliff and Jake)
25. Theo à l'école [1/2] (Theo and the Kids [1/2])
26. Theo à l'école [2/2] (Theo and the Kids [2/2])

### Huitième saison (1991-1992)
1. La Bague de fiançailles (With This Ring?)
2. Un bon plan (There's No Place Like This Home)
3. Pouvoir de séduction (Particles in Motion)
4. Pam s'inscrit à l'université (Pam Applies to College)
5. Une soirée avec les vieux (Warning: A Double-Lit Candle Can Cause a Meltdown)
6. L'Évidence qui grise (It's Apparent to Everyone)
7. Bricketh le bricoleur (The Iceman Bricketh)
8. Olivia au musée (Olivia's Field Trip)
9. Réservé aux messieurs (For Men Only)
10. Olivia a disparu (Olivia Comes Out of the Closet)
11. Deux c'est trop (Two Is a Crowd)
12. Nouvelle copie (Clair's Place)
13. Bon appétit, Théo ! (Theo's Future)
14. Ça va barder (The Price Is Wrong)
15. Papa, la dame accouche (Bring Me the Lip Gloss of Deirdre Arpelle)
16. À plein régime (Eat, Drink and Be Wary)
17. Guet-apens (The Getaway)
18. Chaudière, rupture et crémaillère (Cliff Gets Jilted)
19. À en perdre la boule (Cliff and Theo Come Clean)
20. Le Bon Vieux temps (Clair's Reunion)
21. Une pêche d'enfer (Rudy's Retreat)
22. Baby-sitting et percussions (You Can't Stop the Music)
23. Les présents ne sont pas toujours déductibles (Some Gifts Aren't Deductible)
24. Le Bouquet final [1/2] (And So We Commence [1/2])
25. Le Bouquet final [2/2] (And So We Commence [2/2])

## Production

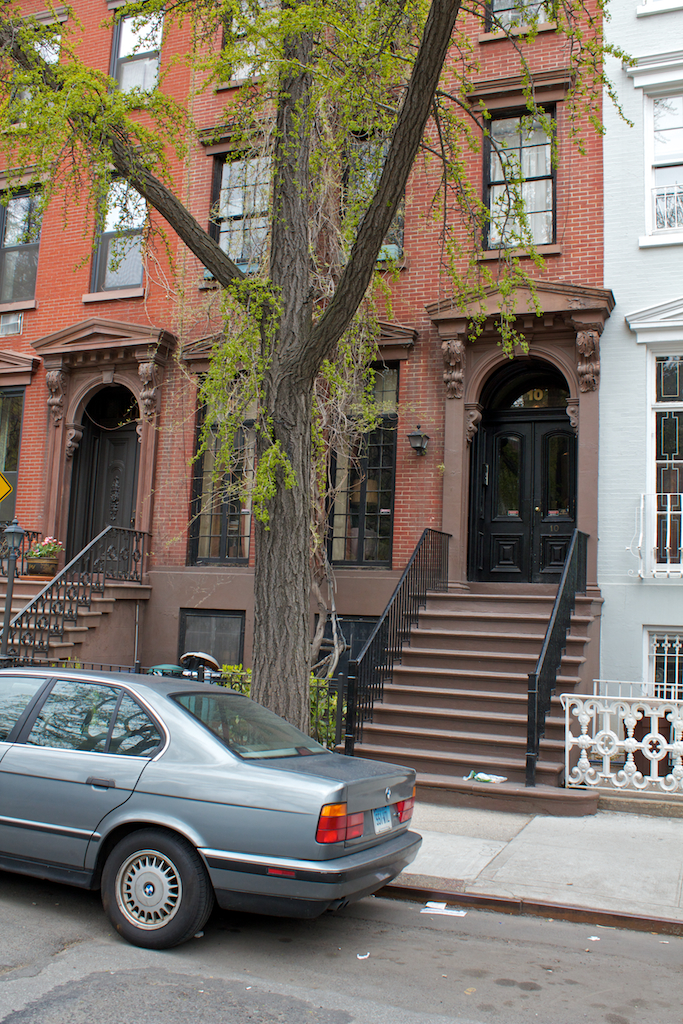
La maison des Huxtable vue dans la série, au numéro 10 de St. Luke's Place, à Manhattan.

La série a d’abord été refusée par ABC. Au moment de sa diffusion, certains reprochèrent toutefois au Cosby Show de donner une vision peu réaliste d'une famille afro-américaine aisée et d'ignorer les relations entre Noirs et Blancs. D'autres, au contraire, voyaient la série comme un portrait de ce que les Afro-Américains pourraient un jour devenir, et pensaient que montrer la vie d'une famille afro-américaine avec ses difficultés quotidiennes était une bonne façon de contribuer à la réduction des problèmes de racisme aux États-Unis. Finalement, son succès a dépassé toutes les espérances aux États-Unis : le Cosby Show a devancé au tableau des audiences des séries telles que Magnum, Côte Ouest (Knots Landing) ou bien encore Deux flics à Miami (Miami Vice)

## Récompenses
- Emmy Awards 1985 : meilleure série, Meilleur scénario pour l'épisode pilote, Meilleure réalisation pour l'épisode The Younger Woman
- Emmy Awards 1986 : Meilleure réalisation pour l'épisode Denise's Friend, Meilleur acteur invité pour Roscoe Lee Browne
- Golden Globes 1985 : meilleure série comique, Meilleur acteur pour Bill Cosby
- Golden Globes 1986 : meilleur acteur pour Bill Cosby